# قوم تپورئی
تپورئی یا تات های تپورئی(taat) (به یونانی: Ταπούρεοι) قومی باستانی و از اقوام ایرانی‌تبار که به گزارش بطلمیوس در سکاستان سکونت داشتند.
نخستین بار بطلمیوس به قوم تات تپورئی در سرزمین سکاها اشاره نمود و همزمان به قوم دیگر با نام تپوری در سرزمین ماد در جنوب دریای مازندران و شمال سمنان اشاره نمود که قدمت بسیار بیشتری نسبت به قوم تپورئی داشتند. ارتباط این دوم قوم مشخص نمی‌باشد. به اعتقاد دانشنامه ایرانیکا تپوری‌های سرزمین اسرم هیرکانی نیای تپورئی‌های سرزمین سکاها می‌باشند. طبق نظر دانشنامه ایرانیکا کوه‌های داخلی ساحل اسرم هیرکانی «کوه‌های تپوری» (Tapurian mountains) نامیده می‌شد، سپس مردم آنجا، در کوه‌های بین دربیک و اسرم هیرکانی ساکن شدند و تپورها به سمت دروازه کاسپین (دربند قفقاز) و راگا (ری) در ماد گسترش یافتند. این تپورهای غربی (قفقاز) می‌تواند نتیجه یک تقسیم قومی در شمال رود اترک (مرز اسرم هیرکانیا و داهه) دانست. و شاید تپورهای سرزمین هیرکانی نیای گروه دیگر از تپورئی‌ها باشند که ساکن سرزمین سکاها بودند و باقی مانده تپورها به شرق و جنوب به سوی مارگانیا (محدوده بین هیرکانیا و آریا) حرکت کردند و گروه دیگر به سمت رودخانه تجن به سمت آریا حرکت کردند. به اعتقاد دانشنامه ایرانیکا تپوری‌های کاسپین (قفقاز) می‌تواند نشان دهنده مهاجرت بعدی به سمت غرب در امتداد بزرگراه اصلی شرق به غرب از مارگانیا باشد. این گروه از تپورها هزار سرباز برای جنگ گوگمل تهیه کرده بودند. ظاهراً تپورها با هیرکانی‌ها در یک صف قرار گرفتند. اسکندر بعدها تپورها را مطیع خود ساخت و وقتی اسکندر وارد شد و تپورها توسط یک ساتراپ جدا (ساتراپ تپور) اداره می‌شدند و آماردها نیز به آنها واگذار شدند.